# Ctenophorus vadnappa
Ctenophorus vadnappa là một loài thằn lằn trong họ Agamidae. Loài này được Houston mô tả khoa học đầu tiên năm 1974.